# Karl von Nieroth
Karl Gustaf von Nieroth (Finland, 1650 – 25 januari 1712) was een Zweeds baron en militair en trad in 1671 toe als trompet in het Zweedse leger. 
In 1692 was hij luitenant-kolonel in de Grote Noordse Oorlog. Hij nam deel aan de Slag bij Kliszow in 1702 en de Slag bij Pultusk in 1703. Hij leidde de Zweedse troepen bij de Slag bij Rakowitz in 1705. Von Nieroth werd geridderd tot baron in 1706. Hij was gouverneur-generaal van Zweeds Estland van 1709 tot 1710. In 1710 kreeg hij het opperbevel in Finland.
Von Nieroth stierf aan een ziekte in 1712.